# Швыдкая, Марина Александровна
Марина Александровна Швыдкая (по первому мужу Поляк) (род. 1951) — советская и российская актриса театра и кино, режиссёр. Заслуженная артистка Российской Федерации (2010).

## Биография
Родилась 30 июня 1951 года.
В 1974 году окончила Школу-студию МХАТ (училась у А. М. Карева).
До 1991 года работала в Театре на Малой Бронной. Также снималась в кино, впервые сыграв в 1976 году в фильме «Мама». Кроме этого работала на телевидении — корреспондентом в программе «Времечко» у Киры Прошутинской; участвовала в других проектах, после чего пришла на программу «Театр+ТВ».
С 2006 года преподаёт в Театральном институте им. Бориса Щукина, доцент кафедры мастерства актёра, в 2017 г. выпустила курс артистов мюзикла, в 2023 набрала новый курс.
В 2011 году входила в состав жюри театральной премии «Золотой Лист».

### Личная жизнь
Первым мужем был актёр Михаил Наумович Поляк (1948—1995); у них родился сын Сергей. В настоящее время замужем за М. Е. Швыдким.

## Фильмография
- 1974 — Северный вариант — Наташа
- 1976 — Мама — Белка
- 1977 — Мимино — Катя Рябцева, стюардесса
- 1977 — Осторожно, листопад! (фильм-спектакль) — медсестра
- 1977 — Рассказ от первого лица (фильм-спектакль) — Лариса Петровна
- 1977 — Четвёртая высота — Лида
- 1978 — Артём — Лиза, жена Артёма
- 1978 — Следствие ведут ЗнаТоКи. «Букет» на приёме (Дело № 12) — Соня, диспетчер такси
- 1979 — Дачная жизнь (фильм-спектакль) — Варя
- 1982 — Джентльмены из Конгресса (фильм-спектакль) — Мардж Грей, дочь и личный секретарь конгрессмена Саймона Грея
- 1982 — Солдат и змея (фильм-спектакль) — Адельгунда
- 1983 — Отпуск по ранению (фильм-спектакль) — Зина
- 1985 — Опасно для жизни! — секретарша с шоколадками
- 1988 — Вам что, наша власть не нравится?! — Ирочка, секретарь Федулеева
- 2004 — Московская сага — Елизавета Михайловна
- 2008 — Тяжёлый песок — Анна Егоровна, домработница Лёвы
- 2010 — Грозное время — кормилица
- 2013 — Бульварное кольцо — Клавдия, мать Полины
- 2013 — Третья мировая — Антонина Матвеевна, мать Юрия